# Колюбаки
Колюбаки — деревня в Великолукском районе Псковской области России. Входит в состав сельского поселения «Купуйская волость».
Расположена в центре района, между озёрами Псово и Сокото, в 11 км к юго-востоку от волостного центра Купуй и в 26 км к югу от райцентра Великие Луки.

## Население
Численность населения по оценке на 2000 год составляла 29 жителей, на 2010 год — 7 жителей.